# Кроль Наталія Олександрівна
Ната́лія Олекса́ндрівна Кроль (до шлюбу Прище́па, нар. 11 вересня 1994) — українська легкоатлетка, Заслужений майстер спорту України з легкої атлетики, чемпіонка Європи в бігу на 800 м (2016 та 2018); живе в Рівному, почесна громадянка міста.
Через виявлену при перевірці аналізів на допінг заборонену речовину гідрохлоротіазид дискваліфікована з 16 січня 2020 року по 15 вересня 2021 року, а також анульовано всі результати та позбавлена всіх титулів, нагород, медалей, балів та призових і грошових винагород, починаючи з 16 січня 2020 року, але в цей період вона не брала участі у змаганнях.

## Кар'єра
Займатися спортом почала з 7-го класу, першим тренером був Михайло Романчук.
Наразі спортсменку тренує Попеляєв Андрій Володимирович.

### Спортивні досягнення
- 2011 Чемпіонат світу з легкої атлетики серед юнаків та дівчат — півфінал
- 2012 Чемпіонат світу з легкої атлетики серед юніорів — кваліфікаційний раунд
- 2013 Чемпіонат Європи з легкої атлетики серед юніорів — золота медаль
- 2014 Чемпіонат Європи з легкої атлетики — 10 місце
- 2015 Чемпіонат Європи з легкої атлетики серед молоді — бронзова медаль
- 2016 9 липня 2016 стала чемпіонкою Європи на змаганнях в Амстердамі, подолавши 800 м за 1 хвилину 59,70 секунди[4][5].
- 10 серпня 2018 стала чемпіонкою Європи в забігу на 800 метрів (чемпіонат Європи, Німеччина)[6].
- 23 жовтня 2019 перемогла на 7-х Всесвітніх Іграх серед військовослужбовців в Китаї з результатом 2.05.14 с на дистанції 800 м[7].
- 25 жовтня 2019 здобула срібло на 7-х Всесвітніх Іграх серед військовослужбовців в Китаї з результатом 4:26.63 с на дистанції 1500 м[8].
- Наталія Кроль принесла Україні перше «золото» Європейських ігор-2023 в легкій атлетиці та оновила особистий рекорд сезону на 800 м — 1.59,77

## Виступи на Олімпіадах
| Олімпіада | Дисципліна | Результат | Місце |
| Ріо 2016  | Біг 800 м  | 1.59,95   | 14    |

## Особисті рекорди
| Дистанція          | Час     | Місце   | Дата           |
| ------------------ | ------- | ------- | -------------- |
| Біг на 800 метрів  | 1:58.60 | Цюрих   | 1 вересня 2016 |
| Біг на 1500 метрів | 4:06.29 | Таллінн | 12 липня 2015  |

## Особисте життя
У 2019 році одружилася з рівненським кікбоксером, чемпіоном світу, Романом Кролем, який по завершенні спортивної кар'єри займався тренерською та адміністративною роботою. У кінці 2020 року народила доньку.
У 2020 році на місцевих виборах балотувалася до Рівненської міської ради від партії «Рівне разом» (безуспішно).

## Державні нагороди
- Орден княгині Ольги III ст. (6 березня 2019) — за значний особистий внесок у соціально-економічний, науково-технічний, культурно-освітній розвиток Української держави, захист державного суверенітету і територіальної цілісності України, багаторічну сумлінну працю та високий професіоналізм [11].
- Орден княгині Ольги II ст. (15 липня 2019) — за досягнення високих спортивних результатів на II Європейських іграх у м. Мінську (Республіка Білорусь), виявлені самовідданість та волю до перемоги, піднесення міжнародного авторитету України.
- Орден княгині Ольги I ст. (7 вересня 2023) — За досягнення високих спортивних результатів на III Європейських іграх у м. Кракові (Республіка Польща), виявлені самовідданість та волю до перемоги, піднесення міжнародного авторитету України.[12]
- У 2016 році спортсменка отримала звання «Почесної громадянки міста Рівне»[13].